# Vitali Zdorovetski
Vitaly Zdorovetskiy (Russisch: Вита́лий Здорове́цкий),  beter bekend onder zijn YouTube-naam VitalyzdTv (Moermansk, 8 maart 1992), is een Russisch-Amerikaans internetkomiek.

## Biografie
Zdorovetskiy werd in 1992 geboren in een Russisch-joodse familie in het Noordwest-Russische Moermansk en verhuisde kort na zijn geboorte naar het Oekraïense Odessa, waar hij is opgegroeid.
Op jonge leeftijd probeerde hij een professioneel skateboarder te worden en van de skateboardtrucs van zichzelf en zijn vrienden nam hij zijn eerste video's op om sponsors aan te trekken. Als gevolg van het letsel dat hij opliep tijdens het skateboarden zag hij zich gedwongen deze toekomstdroom op te geven
Via YouTube uploadt hij publieke prankvideo's die meer dan een miljard keer zijn bekeken. Zijn YouTube-kanaal kent 10 miljoen abonnees. 
In 2011 nam hij deel aan een pornoclip voor het pornografische bedrijf Bang Bros.
Verscheidene keren is er aan de echtheid van de filmpjes getwijfeld. Zo verschijnt pornoster Katie Cummings in de video 'How To Get Girls To Kiss You'. In de video 'End Of The World' komt een man voor die ook in de video 'Taking Pictures Of Strangers' zit. Ten slotte lijkt het erop dat in verschillende shots van een van Vitaly's meest populaire video's: 'Miami Zombie Attack Prank!', dezelfde slachtoffers voorkomen.